# Cercle impérial
Pour les articles homonymes, voir Cercle (homonymie).

Carte des dix cercles impériaux en 1512. Les États ne faisant pas partie d'un cercle figurent en blanc.

Un cercle impérial (en latin Circulus imperii, pluriel Circuli imperii, en allemand Reichskreis, pluriel Reichskreise) est une circonscription d'États du Saint-Empire romain institué lors de la diète de 1500 convoquée par Maximilien Ier pour l'organisation d'une défense commune et la collecte de taxes impériales, chaque cercle devant fournir un nombre déterminé de soldats et de fonds dans le cas de guerre d'Empire. Les cercles ont également servi pour l'organisation de la Diète d'Empire.

## Divisions antérieures
On donnait ce nom à des divisions de l'Empire qui ont plusieurs fois varié. En 1387, une capitulation (Landfrieden), promulguée par le roi Venceslas de Luxembourg, roi des Romains, partagea pour la première fois l'Empire en quatre grands cercles, comprenant :
1. la Haute- et la Basse-Saxe ;
2. la Rhénanie ;
3. l'Autriche, la Bavière et la Souabe ;
4. la Thuringe et la Franconie.

En 1438, le roi Albert II de Habsbourg établit six cercles, qui étaient sous le gouvernement de l'électeur de Brandebourg, de l'archevêque de Salzbourg, du comte de Wurtemberg, de l'archévêque de Mayence, de l'archévêque de Cologne et de l'électeur de Saxe.

## La réforme de MaximilienIer
Lors de la Diète d'Empire à Augsbourg en 1500, sous le règne de l'empereur Maximilien Ier de Habsbourg, un pouvoir exécutif fédéral, le Reichsregiment, est créé. Le morcellement des États impériaux imposait la création de structures administratives régionales : les Cercles d'Empire, à l'exception toutefois des territoires des sept princes-électeurs. Ils avaient pour principale fonction d'exécuter la paix perpétuelle  décrétée en 1495 et les arrêts de la Chambre impériale ; un tiers des assesseurs de la Chambre sont désignés par les Cercles. 
Enfin en 1512, l'Empire fut partagé définitivement en dix cercles, y compris les territoires des Habsbourg (Bourgogne et Autriche) et les électorats (Rhénanie et Haute-Saxe) en excluant les pays de la couronne de Bohême et de la Confédération suisse, les possessions des chevaliers impériaux, ainsi que les fiefs en Italie.

## Formation des cercles
Six cercles furent créés à l'origine en 1500, à la suite de la diète d'Augsbourg :
1. le cercle de Franconie
2. le cercle de Bavière
3. le cercle de Souabe
4. le cercle du Haut-Rhin
5. le cercle du Bas-Rhin-Westphalie
6. le cercle de Basse-Saxe

Quatre autres cercles furent institués en 1512 à Trèves, puis en 1521 lors de la diète de Worms :
- le cercle de Bourgogne
- le cercle d'Autriche
- le cercle de Haute-Saxe
- le cercle électoral du Rhin

Excepté pour le cercle de Bourgogne, qui se trouva diminué de par la sécession des Provinces-Unies en 1581, de l'annexion du comté de Bourgogne par la France en 1678 et de l'expansion progressive de celle-ci sur la Flandre française, ces dix cercles restèrent pour l'essentiel inchangés jusque dans les années 1790, époque à la suite de laquelle les guerres succédant à la Révolution française induisirent d'importants changements dans la structure du Saint Empire. 
Chaque cercle était gouverné par un directeur, président d'une assemblée circulaire, et par des princes convoquants. Cette division a subsisté jusqu'au commencement du XIXe siècle ; elle a disparu lors de la formation de la confédération du Rhin, en 1806. Chaque cercle disposait d'un Kreistag (Diète de cercle), bien que tous les membres du Kreistag ne puissent pas automatiquement faire partie du Reichstag.

## États en dehors des cercles
Un certain nombre d'états n'intégrèrent pas les cercles : 
- les territoires dépendant de la couronne de Bohême : le royaume de Bohême, le margraviat de Moravie, les duchés de Silésie, ainsi que la Haute et la Basse-Lusace) ;
- les territoires de la Confédération suisse, qui bien que relevant nominalement du Saint Empire, jouissaient d'une quasi-indépendance ;
- divers territoires dits fiefs impériaux en Italie septentrionale, également virtuellement indépendants ;
- divers petits États, dont le comté de Montbéliard (Mömpelgard) et la seigneurie de Schmalkalden.

## Diètes de Cercle
Les décisions concernant les cercles (notamment les taxes de l'Empire comme le Mois Romain) sont prises dans des assemblées, les Diète de Cercle, à ne pas confondre avec les diètes d'Empire (on peut siéger à la Diète d'Empire sans avoir de siège aux Diètes des Cercles). Les diètes des Cercles sont réservées au propriétaires d'un État immédiat, et chaque état donne une voix quel que soit le rang de son propriétaire (plusieurs comtes peuvent siéger pour un même comté mais cela ne donne qu'une seule voix et un noble possédant plusieurs états immédiats a plusieurs voix), contrairement à la Diète d'Empire ou la voix a d'autant plus d'importance que l'électeur est élevé. 
Et encore il ne suffit pas d'être noble, prince ou duc, avec de grandes possessions territoriales pour siéger au Kreisrat, mais il faut en outre posséder une terre encore appelée un état immédiat qui donne ce droit. Par des jeux d'alliances ou successions, de conquêtes ou de rachats, ces reichsunmittelbare Stände vont se répartir entre les mains d'une poignée de grandes Maisons (Brandebourg, Hohenzollern, Saxe, Bavière…).
Le Palatinat comporte ainsi quatorze bailliages, de part et d'autre du Rhin, ce qui confère à l'électeur palatin un siège aux diètes du cercle de Westphalie pour le comté de Juliers et un siège au cercle de Bavière pour la principauté de Sulzbach et la seigneurie de Stauf-Ehrenfels. De même, l'électeur de Brandebourg vote aux diètes du cercle de Westphalie pour le duché de Clèves et la principauté de Mœurs et aux diètes du cercle de Haute-Saxe pour le comté de Hohenstein.
Certains cercles organisent leur hiérarchie au sein des diètes des cercles sous forme de bancs, comme aux Diètes de l'Empire : le cercle de Franconie comprend un banc des princes ecclésiastiques, un banc des princes séculiers, un banc des comtes et seigneurs et un banc des villes. Ce qui distingue des cercles d'Empire, ce sont certains princes admis au banc des princes séculiers des Diètes de cercles (Nassau-Usingen, Nassau-Saarbrück, Oettingen, Hohenzollern-Sigmaringen…) et qui ne sont pas admis dans les bancs des princes des Diètes de l'Empire.